# Christian Kofane
Christian Michael Kofane (25 de julio de 2006) es un futbolista camerunés que juega como delantero en el Bayer Leverkusen de la Bundesliga.

## Biografía
Kofane  empezó como futbolista jugando para las categorías inferiores del AS Nylon y se incorporó a las categorías inferiores del Albacete Balompié en noviembre de 2024, tras el acuerdo de colaboración entre el club manchego y el club camerunés. Tras incorporarse al equipo juvenil del Albacete Balompié, anotó seis goles en seis partidos y el entrenador Alberto González Fernández lo convocó para entrenar con el primer equipo.
El 11 de enero de 2025, Kofane debutó con el primer equipo del Albacete Balompié, siendo titular y marcando el primer gol del empate 2-2 en casa de Segunda División contra el Racing de Santander. En las siguientes jornadas de liga anotaría frente al Málaga CF, CD Castellón, CD Mirandés y Elche CF.
Su buen papel en el Albacete le hizo valer su fichaje por el Bayer Leverkusen a cambio de 5 millones de euros.

### Internacional
En septiembre de 2024, debuta con la Selección de fútbol sub-20 de Camerún en un encuentro amistosos.

## Clubes
Actualizado al último partido disputado el 11 de mayo de 2025.
| Club              | País   | Año   | Partidos | Goles |
| ----------------- | ------ | ----- | -------- | ----- |
| Albacete Balompié | España | 2025- | 17       | 8     |